# ليرجيت 85
ليرجيت 85 (بالإنجليزية: Learjet 85)‏ هي مشروع لإنتاج طائرة نفاثة أعمال أنتجت. من صناعة بومباردييه إيروسبيس في كندا. كان أول طيران لها في 9 أبريل 2014.
في 15 يناير 2015، أعلنت شركة بومباردييه قراره بتعليق برنامج ليرجيت 85 والغاء 1000 فرصة عمل مرتبطة بها.وفي 29 أكتوبر 2015، أعلن الرئيس التنفيذي لشركة بومباردييه «آلان بلمار» بأن الشركة حققت خسائر في الربع الثالث، لعام 2015، بمبلغ 4.9 مليار دولار مما أدى إلى إلغاء برنامج ليرجيت 85.

## وصلات خارجية
- Learjet 85 website archives on أرشيف الإنترنت